# Nomen nudum
Nomen nudum, ou abreviadamente nom. nud. (pl. nomina nuda), é o termo utilizado pela taxonomia para indicar que o nome, ou combinação de nomes, utilizados em uma descrição para designar algum grupo de seres vivos, são nulos. Diversos são os casos previstos pelo Código Internacional de Nomenclatura Botânica, sendo os mais comuns a descrição incompatível com as regras do código, normalmente por falta de elementos necessários para sua validação. Quando um nome ainda não formalmente descrito em alguma publicação científica for citado em qualquer outra publicação, sem que ao mesmo tempo se preencham as regras do código, ele automaticamente torna-se nulo.
Os nomes nulos eram mais frequentes no passado, quando nem todos os taxonomistas estavam informados destas regras.  A maior quantidade de nomes nulos verifica-se por falta de descrição, diagnose latina ou de designação de espécime tipo. Por exemplo Carex bebbii Olney, publicado em 1871, sem estar acompanhado de qualquer descrição, deve ser citado como Carex bebbii Olney, nom. nud..